# Sannegården
Sannegården är en stadsdel i Göteborg. Stadsdelen har en areal på 133 hektar och har gett namn åt Sannegårdshamnen. Det tidigare primärområdet Sannegården delades den 1 januari 2012 upp i primärområdena Kyrkbyn och Eriksberg, vilka ingår i stadsområde Hisingen.

## Historik
Området tillhörde tidigare Lundby socken och Sannegården blev 1734 biskopssäte. Under 1700-talet fanns det vid stranden sillsalteri och trankokeri. Industrialiseringen inleddes omkring 1850 vid Sandviken genom etablering av en mekanisk verkstad, vilken senare skulle komma att utvecklas till Eriksbergs Mekaniska Verkstad. År 1900 etablerades Göteborgs Ris- och Valskvarn och år 1913 anlades Mårten Perssons Valskvarn.
Den 29 december 1905 beslöt Göteborgs stadsfullmäktige att förvärva egendomen Sannegården. Göteborgs stad anslog den 6 februari 1908 medel till en massgodshamn vid Sannegården.

### Idrott
Göteborgs Idrottsförbund hyrde 1902 området med namnet Kolandet vid Sandviken i Sannegården i Lundby. På initiativ av "den svenska golfens fader" Victor Setterberg anlades här en omkring 1 400 meter lång, 6-håls golfbana. Setterberg hade redan 1894 anlagt en golfbana i Arendal, men hade sökt efter en lämpligare plats. Banan användes flitigt av stadens golfspelare, och ett flertal tävlingar anordnades. Bland dessa en 36-håls slagtävling 1903 som R.A. Armstrong vann med 224 slag. Banan hade ett fint läge utefter älven och var lätt åtkomlig från fastlandssidan genom en kort resa med ångslup. Men efter ett par år tvingades man att hitta en ny plats för golfbanan, eftersom grusgropen invid Sandvikenbanan åter började att användas. Klubben flyttade 1904 till sin nuvarande plats i Hovås.

## Bilder

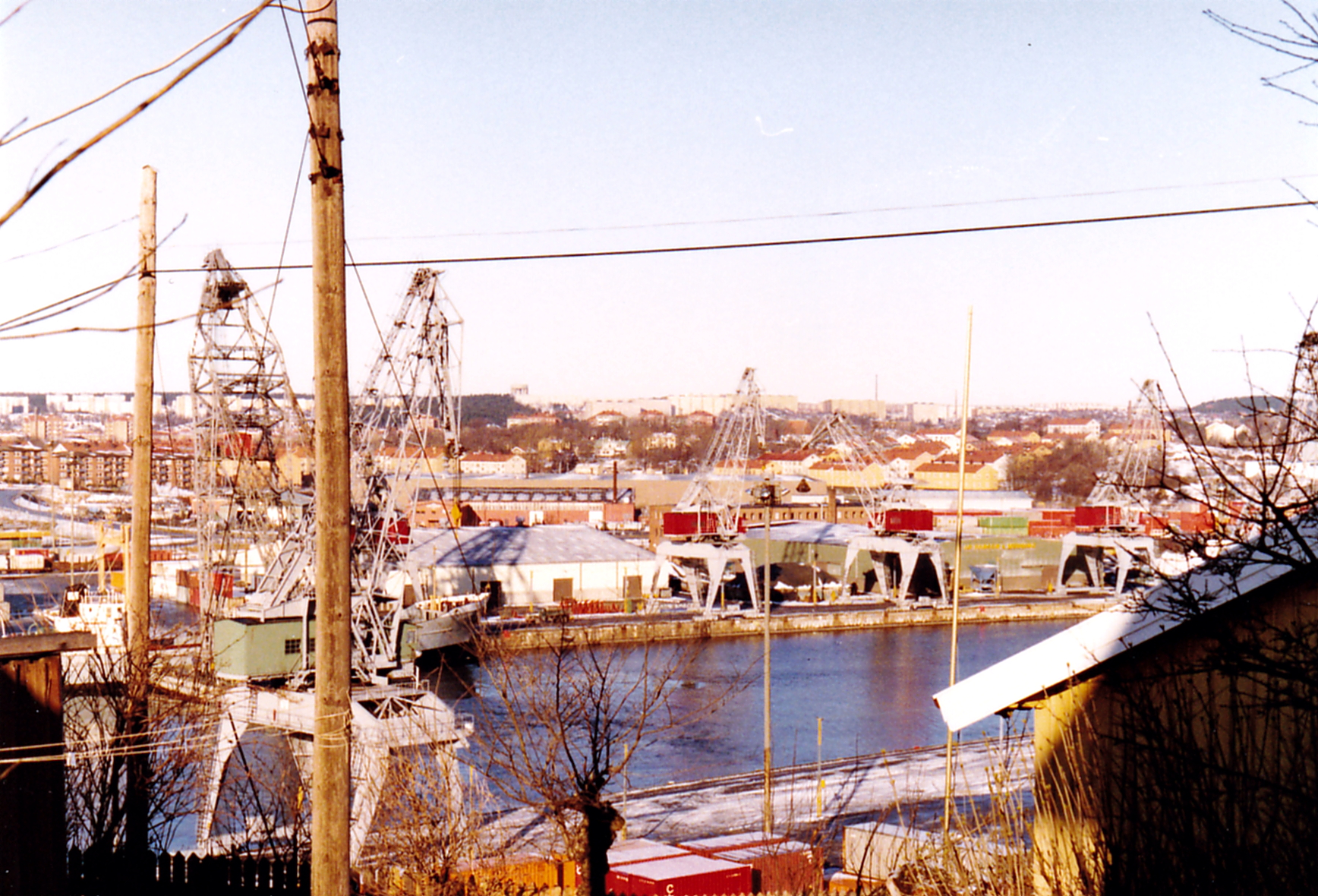
Sannegårdshamnen 1979.
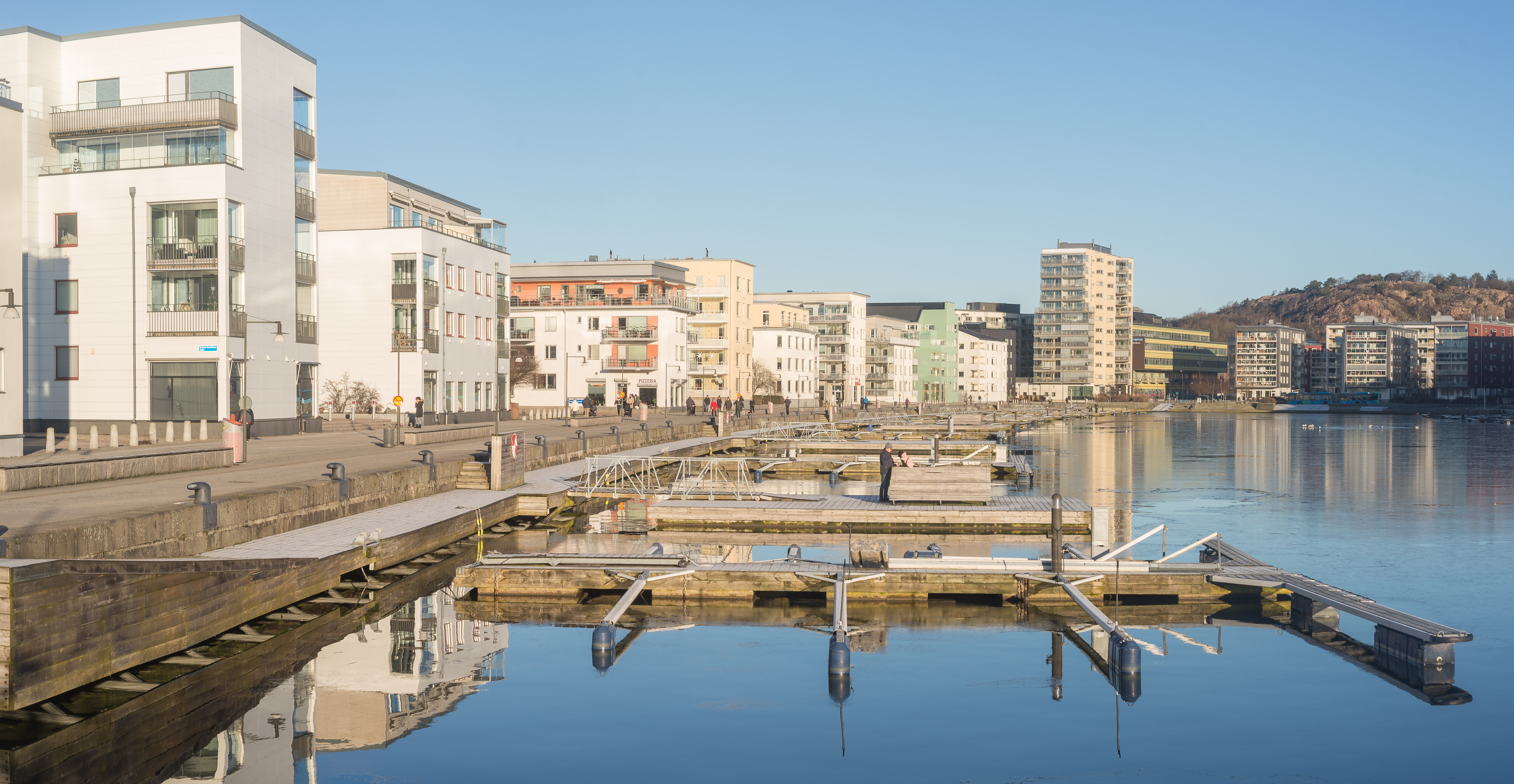
Modern bebyggelse vid Sannegårdshamnen 2021.